# تعیین منطقه حفاظت‌شده
تعیین منطقه حفاظت‌شده یا طراحی حفاظت (به انگلیسی: Conservation designation) یک نام و/یا مخفف است که وضعیت یک منطقه از زمین را از نظر حفاظت یا حمایت توضیح می‌دهد.

### انگلستان
- منطقه زیبای طبیعی برجسته (AONB)
- منطقه حساس زیست‌محیطی
- ذخیره‌گاه طبیعی محلی (LNR)
- ذخیره‌گاه طبیعی دریایی (MNR)
- ذخیره‌گاه طبیعی ملی (NNR)
- منطقه سیمای ملی (NSA)
- پهنه آسیب‌پذیر به نیترات (NVZ)
- سایت مورد علاقه علمی ویژه (SSSI)

### اتحادیه اروپا
- منطقه ویژه حفاظت
- منطقه حمایتی ویژه

### ایالات متحده
پروژه سرزمین‌های وحشی

### چندکشوری
- بر اساس کنوانسیون برن
  - مناطق حفاظتی ویژه (ASCI)
- زیستگاه‌های رامسر